# Merkershausen
Merkershausen ist ein Gemeindeteil der Stadt Bad Königshofen im Grabfeld im unterfränkischen Landkreis Rhön-Grabfeld in Bayern.

## Geografie
Das Pfarrdorf liegt am Rand des Naturparks Haßberge. Durch Merkershausen verläuft der Fränkische Marienweg.

## Geschichte
795 schenkte Gundacar sein Eigen in „villa Marchhereshuson“ dem Kloster Fulda. Der Ortsname Merkershausen bedeutet bei den Häusern des Marchheries. Dieser dürfte der Anführer der Rodungsbauern gewesen sein. In der Folgezeit brachte sich das Kloster Fulda in den Besitz fast aller Güter in der Gemeinde.
1309 übertrug Anna, „comitissa de Henneberg“ dem Kloster Langheim das Patronatsrecht in der Gemeinde. Die Grafen von Henneberg waren inzwischen in den Besitz des Dorfes gekommen. Durch zwei Erbteilungen in der Grafschaft Henneberg-Schleusingen in den Jahren 1347 und 1353 fielen die Orte um Königshofen an Graf Eberhard II. von Württemberg. Dieser verkaufte diese 1354 an das Hochstift Würzburg. Seitdem war Merkershausen Bestandteil des würzburgischen Amts Königshofen, welches im 15. Jahrhundert zeitweise an die Linie Henneberg-Aschach verpfändet war.
1607 starben 107 Ortseinwohner an der Pest. 1629 wütete ein Großbrand im Dorf und im Oktober 1631 wurde Merkershausen im  Dreißigjährigen Krieg vom anrückenden Schwedenheer Gustav Adolfs niedergebrannt. Nur sehr langsam ging der Wiederaufbau vonstatten, die Pfarrei war erst ab 1679 wieder besetzt.
1803 wurde Merkershausen zugunsten Bayerns säkularisiert, dann im Frieden von Preßburg 1805 Erzherzog Ferdinand von Toskana zur Bildung des Großherzogtums Würzburg überlassen, mit welchem es 1814 endgültig an Bayern fiel. Im Zuge der Verwaltungsreformen in Bayern entstand mit dem Gemeindeedikt von 1818 die heutige Gemeinde.
Am 1. Juli 1976 wurde Merkershausen im Zuge der Gebietsreform in Bayern in die Stadt Bad Königshofen im Grabfeld eingegliedert.

## Kultur und Sehenswürdigkeiten

### Religion
Im Jahre 1743 wurde die nach Plänen des berühmten Balthasar Neumann gebaute neue Kirche dem heiligen Martin geweiht. Im 18. Jahrhundert wurden durch den Bildhauer Jakob Bindrim in der Gemeinde Bildstöcke geschaffen. Der vor der Pfarrkirche stehende Bildstock mit einer Darstellung der heiligen Dreifaltigkeit und verschiedenen Heiligenfiguren stammt von 1727. 1869 wurde am Weg nach Königshofen die Schutzmantel- und Kriegergedächtniskapelle erbaut.

### Wagengräber der Hallstattzeit von Merkershausen (800 v. Chr.bis 450 v. Chr.)
1879 wurden im Ort Spuren eines Kammer-Wagengrabes aus der Hallstattzeit gefunden. Die Funde, welche einen Satz Halsringe, zwei Armringe, sieben so genannte Schaukelringe, Riemenverzierungen aus Bronze und Reste eines eisernen Radreifens enthielten, wurden auf mehrere Museen verteilt. Ein weiteres mutmaßliches Wagengrab entdeckte man 1993.

### Kameo der Römischen Kaiserzeit aus Merkershausen (um 200 n. Chr.) und Germanische Siedlung
In der germanischen Siedlung von Merkershausen wurde 1981 ein im ehemaligen Germanien seltenes Kameo mit dem Porträt von Faustina der Jüngeren, Frau (147–182) des römischen Kaisers Mark Aurel gefunden. Es besteht aus einem Schichtenonyx. Das Kameo stammt vom Ende des 2. oder Anfang des 3. Jahrhunderts.

### Baudenkmäler
In der Liste der Baudenkmäler in Bad Königshofen im Grabfeld sind für Merkershausen 27 Baudenkmale aufgeführt.

## Persönlichkeiten
- Johann Jacob Bindrim (1696–um 1775), Bildhauer, Bindrim lebte in Merkershausen und schuf hier viele Bildstöcke